# The Rivers of Belief
«The Rivers of Belief» es el cuarto sencillo publicado por Enigma, extraído del álbum MCMXC a.D.. Llegó solo al n.º 68 en el Reino Unido.
El tema, que cierra el álbum, está cantado por el propio Michael Cretu, el creador del proyecto musical Enigma. Le acompaña Sandra, que era por entonces la esposa del cantante, y que aparece recitando unos versos al principio de la canción.
La canción contiene una cita del libro bíblico del Apocalipsis, concretamente del versículo 8:1: «When the Lamb opened the Seventh Seal, silence covered the sky» («Cuando el Cordero abrió el Séptimo Sello, el silencio cubrió el cielo»), que fue sampleada del álbum 666 (The Apocalypse of John, 13/18) de Aphrodite's Child.

## Listado
- CD maxi sencillo

1. «The Rivers of Belief» (Radio Edit) — 4:21
2. «The Rivers of Belief» (Extended Version) — 7:49
3. «Knocking on Forbidden Doors» — 3:46

- Vinilo, sencillo 7 pulgadas

A: «The Rivers of Belief» (Radio Edit) — 4:20

B: «Knocking on Forbidden Doors» — 3:45
- Vinilo, maxi sencillo 12 pulgadas

A: «The Rivers of Belief» (Extended Version) — 7:49

B1: «Knocking on Forbidden Doors» — 3:46

B2: «The Rivers of Belief» (Radio Edit) — 4:21